# 紳寶9-3
紳寶9-3是一款從1998年至2009年在瑞典特羅爾海坦（Trollhättan）紳寶汽車汽車廠生產的中小型房車系，為Saab 900的後繼車款。敞篷車版本是由奧地利的Magna Steyr生產，直到最近，生產線被移回特羅爾海坦。 Saab 9-3與歐寶Vectra共享平台，在瑞典並與凱迪拉克BLS於同一裝配線。它是目前為Saab的入門級車款，但在2005年至2006年間的北美市場，其入門車款是基於速霸陸Impreza修改而成的Saab 9-2X。
Saab 9-3目前有Sport Sedan（四門轎跑）、sportcombi（五門跑旅）與convertible（兩門敞篷）三種車型。
2010年德國ADAC與Dekra調查顯示SAAB 9-3是同級車中故障維修率最低的車，在使用五萬公里後有93.1%的車不需要進廠修理，十萬公里後也有84.2%的車不需進廠修理。

## 總覽
這個車型被稱為 93。不過Saab一直標榜為9-3，這個名字的念法為"九 三"。Saab 9-3於1998年被推出來取代Saab 900（1994-1997）車型。並於2003重新設計第二代的Saab 9-3。需要注意的是，Saab 9-3不能與Saab 93混為一談，後者念成"九十三"，為Saab在1955年到1960年的車款。

## 第一代（1998-2002）
第一代的Saab 9-3於1998年推出1999年車型，實際上算是新一代的Saab 900。大幅改進了超過1,100個細節，包括為了改善前身Saab 900所詬病操控性而調緊懸吊。它擁有比舊款式更時尚的外型，並於在某些車型上安裝黑色的後擾流板。但是刪除了Saab獨特的"snow flap"。大幅改善Saab 900以來的駕駛與操控，改良可潰縮式車體，並增加側邊碰撞安全氣囊與主動頭部防護頭枕。並且搭載SAAB汽車廠獨創的Night Panel，它可以把除了必要資訊以外的儀表板照明關閉，讓駕駛在夜間行車的時候可以減少分心。Saab 9-3與隨後的Saab 9-5與Volvo S70是歐洲 NCAP增加側邊衝撞測試以來第一批獲得滿分的車型。而Saab 9-3也繼續了麋鹿測試的傳統。
第一代Saab 9-3有三人座的五門掀背與兩門敞蓬兩種車型，這是Saab 9-3最後一款使用SAAB自家生產H引擎的車型。使用從末代Saab 900搭載的B204L低增壓引擎為基礎發展出來的B204引擎（B204E），第一代Saab 9-3也是Saab第一個使用柴油引擎的車款，此款柴油引擎源自於Opel，與Vectra共享引擎。
第一代的Saab 9-3總共生產了26,370輛。

### SAAB Viggen

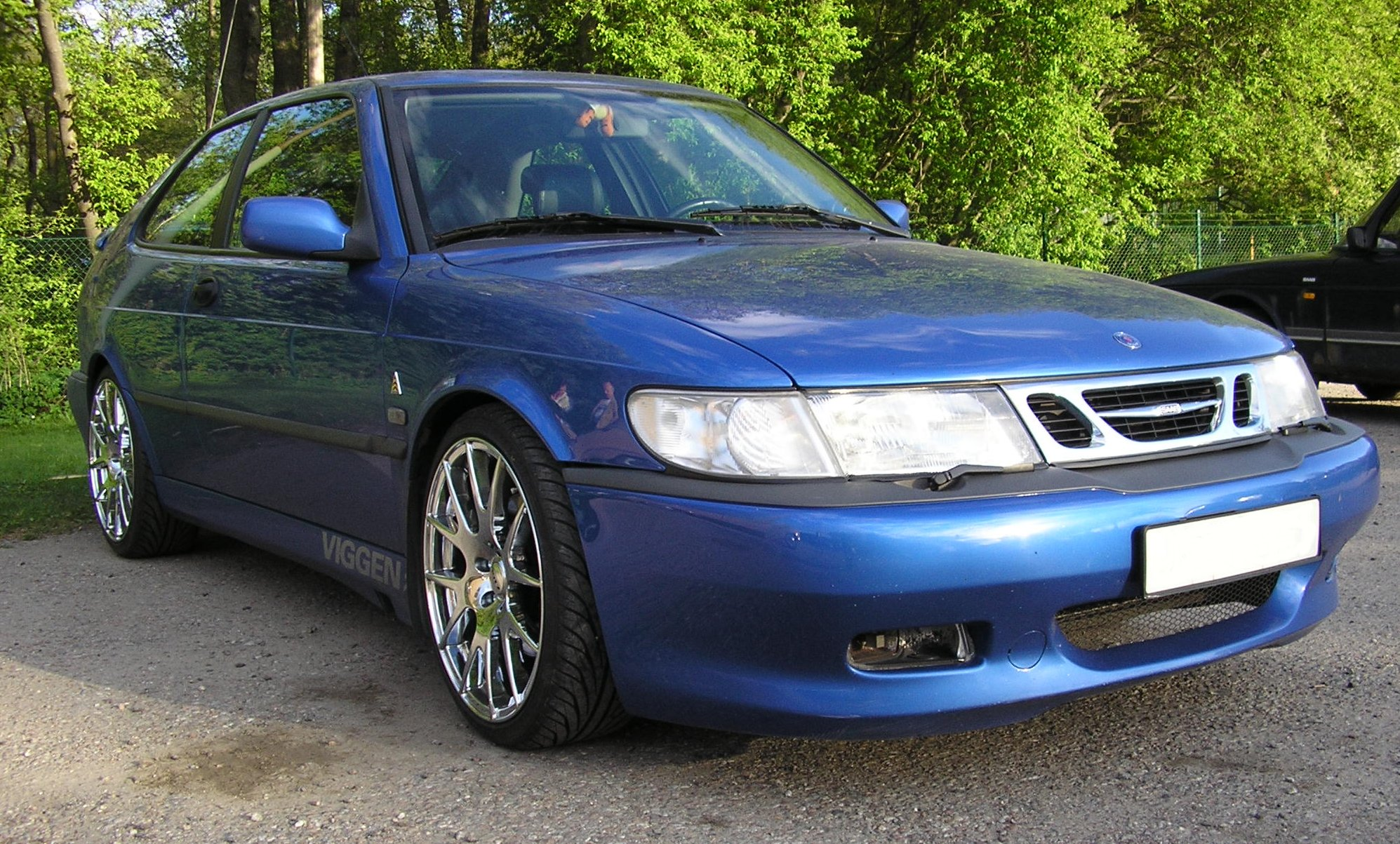
SAAB 9-3 Viggen

高性能版本的Saab 9-3被命名為"Viggen"（瑞典文: Thunderbolt）。它是以Saab 37 Viggen戰鬥機來命名的，於2002年Saab 9-3掀背車型停產之後也隨之結束。
搭載渦輪增壓2.3升的引擎（B235），225匹馬力（168千瓦、228日德制馬力），之後升級為230匹馬力（172千瓦、233日德制馬力）。從0加速到62英哩（約0-100公里）需要6.4秒，最高速度由電子限速在155英里（249公里）。
在1999年，Saab Viggen是Saab 9-3中第一款使用SAAB自己撰寫的Trionic 7引擎管理系統，這套系統可以在一秒鐘內以2,000,000次計算引擎的燃燒溫度、增壓控制、轉矩曲線的變量，還有許多重要的引擎參數處理。2001年在Viggen車型推出牽引力控制系統TCS（Traction Control System），並且除了增加扭力即馬力外，還加裝尾翼（增加了50%的下壓力）、改變無線電天線位置、符合空氣動力學的前保險桿和側裙，降低了大約8%的阻力係數、可選擇四種顏色的真皮座椅、更運動化的懸吊以及升級制動裝置等。
SAAB Viggen量產不到3,000輛，其中英國市場只有500輛。

## 第二代（2002-）

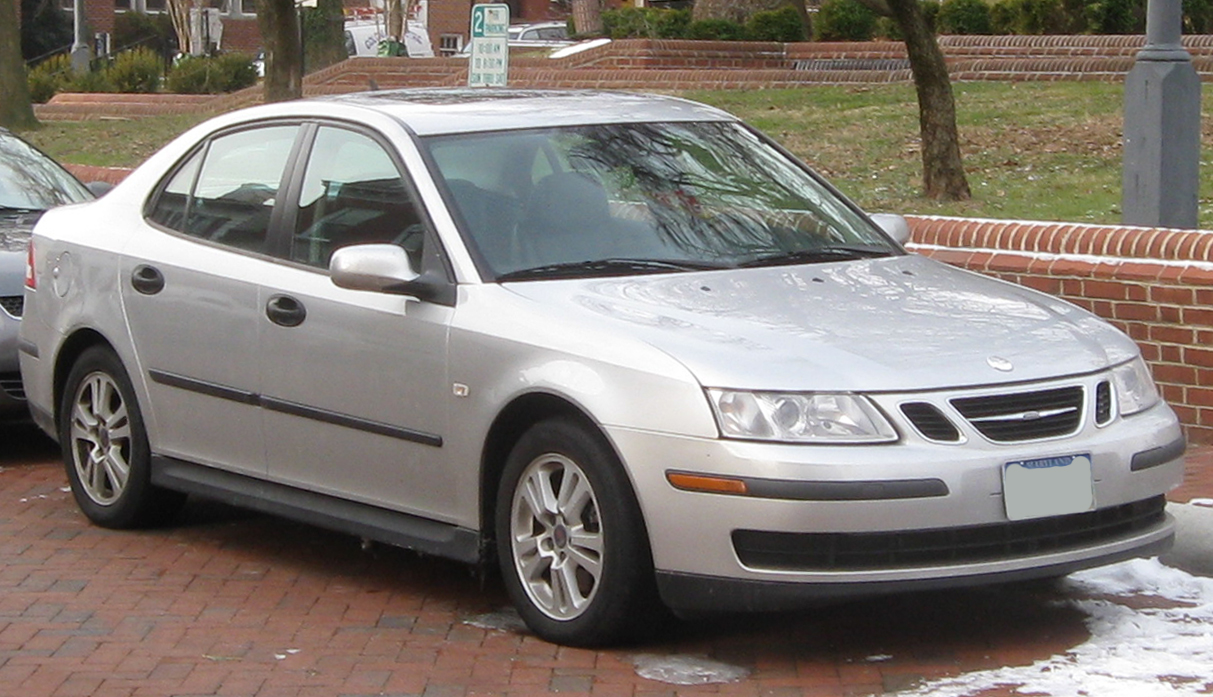
第二代

第二代的Saab 9-3發表於2002年初的北美汽車展。新的Saab 9-3就如同以往的Saab一樣，仍然採用前置前驅配置，最大的改變是刪除了掀背車型。第二代Saab 9-3有四門轎車、五門旅行車與兩門敞篷三種車型。並增加數種安全防護，其中包含幾項創新技術：為了防止甩鞭效應所發生的頸椎傷害而新增的 Saab 主動頭枕（SAHR II）、減少轉向不足的ReAxs 被動式後輪轉向。新9-3與Opel Vectra是最先使用GM Epsilon platform平台生產的車型，此平台之後被雪弗蘭（Chevrolet）Malibu/Malibu Maxx、龐帝克（Pontiac）G6以及釷星（Saturn）Aura四款車型沿用。

### Saab Turbo X

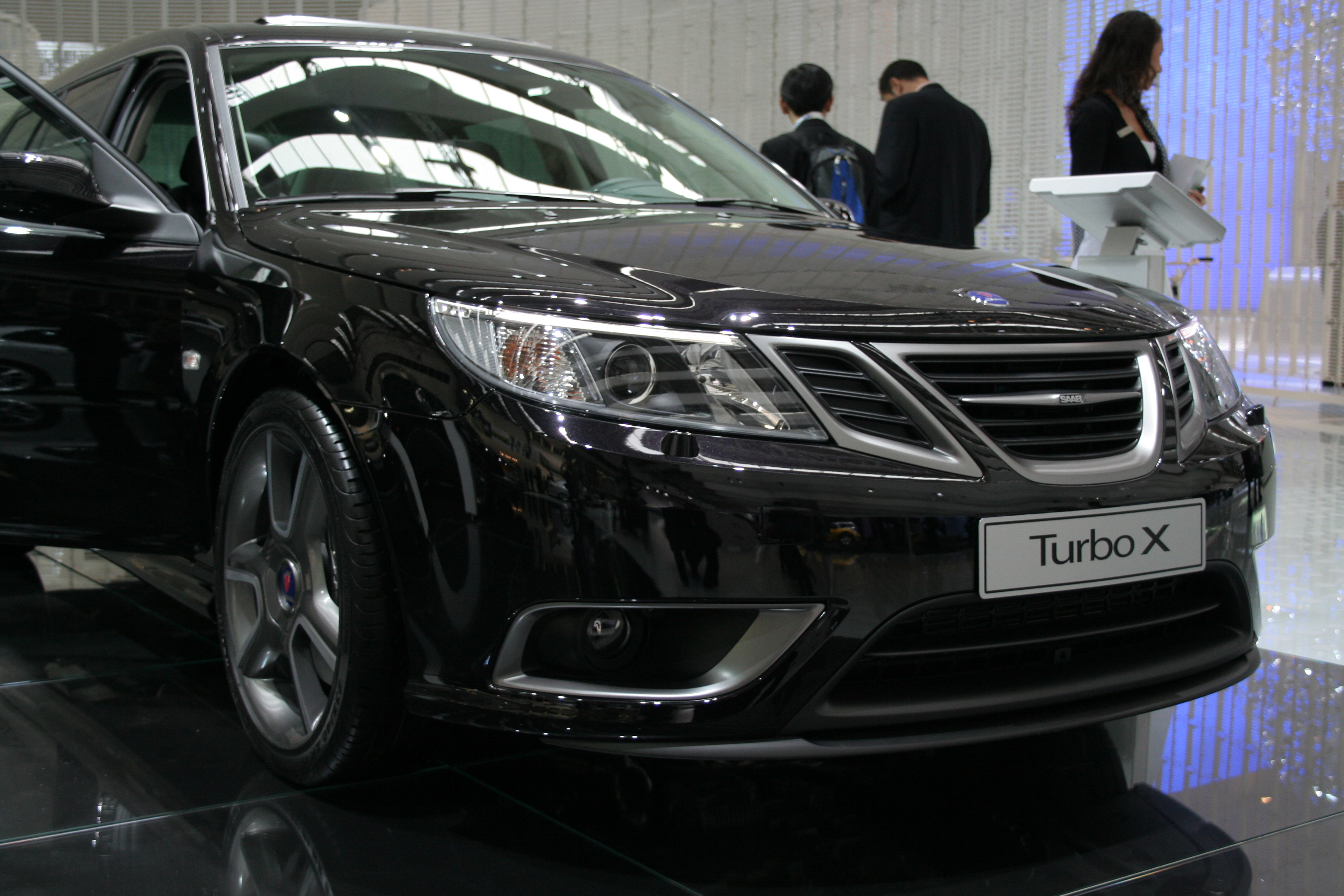
Turbo X 在 2007年的法蘭克福車展

Saab Turbo X發表於2007年的法蘭克福車展，是為了慶祝Saab使用渦輪增壓技術30週年而打造的限量特別版Saab 9-3。全部的Turbo X都只提供單一車色噴射機金屬黑，前方柵欄與所有外觀特徵細節，以類鈦的啞灰色表面處理。 
動力方面，Turbo X搭載2.8升V6渦輪增壓引擎，在1,900~4,500 rpm時能發揮40.8kgm的扭力，而5500 rpm時可輸出最大馬力280匹。擁有輕量化全鋁結構、60度夾角引擎，可變式進氣閥門正時，與雙渦流渦輪增壓器，並可選擇六速手排或六速自排變速箱。
Turbo X的底盤降低了10mm，而且調硬彈簧與避震阻尼，降低車體的晃動程度，為維持固定的車行高度不因載重有所差異，車尾也裝置動調整水平功能的避震阻尼，而且升級了更大的通風煞車碟盤，對應280匹馬力所需要的制動力。Turbo X也是第一款搭配Saab與Haldex共同開發的Saab XWD全時四輪驅動系統以及電子控制的限滑差動器（eLSD）。
為了讓Saab的渦輪傳承更易識別，Turbo X的渦輪增壓錶亦復刻了900 Turbo原創的儀錶顯示，當啟動引擎時，車主也可享有「個人化迎賓詞」及獨特的「Ready for take-off準備起飛」訊息字樣將顯示於儀錶板顯示器上，此外，也可以程式設定車主姓名與限量製造序號。

### 2011年式

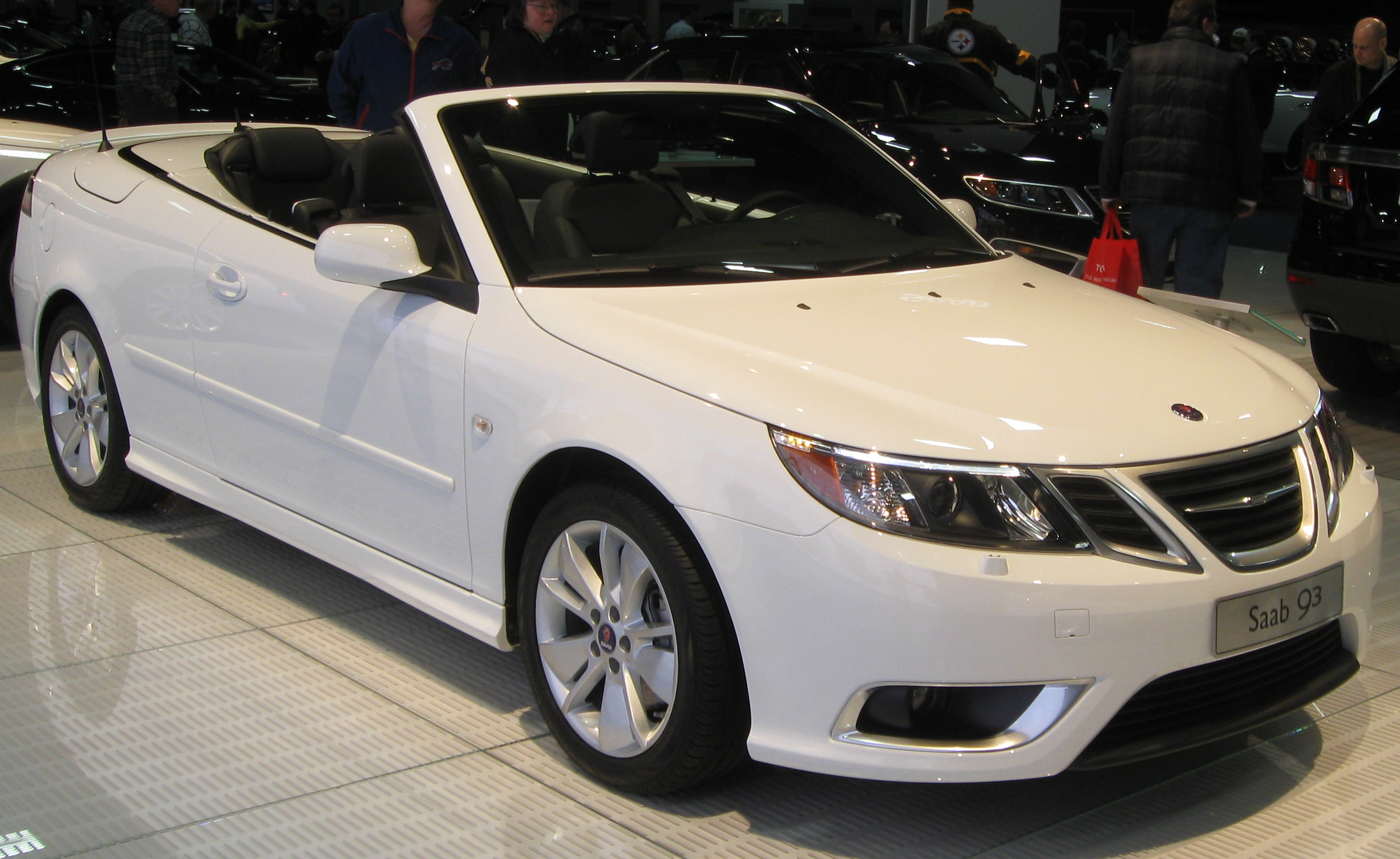
2011小改款（敞蓬版）

在等待2012年新一代9-3前，Saab對9-3進行了小改款，並稱為2011式。主要的改變是在同一款的柴油、汽油引擎上減少12%和7%的燃料消耗。
此外，在9-3 SportSedan、SportCombi與9-3X車型上，新增了一個使用2.0升汽油/BioPower引擎，擁有163匹馬力，全時四輪驅動（Saab XWD）的新入門級距。車後側Logo將改成與新一代Saab 9-5相仿。輪圈將回歸Saab的經典設計，使用三幅鋁合金輪圈，並有16到18吋可以選擇。
並且將有366輛"Independence Edition"限量版，用以紀念Saab被Spyker併購滿一週年。

### 9-3 Independence Edition

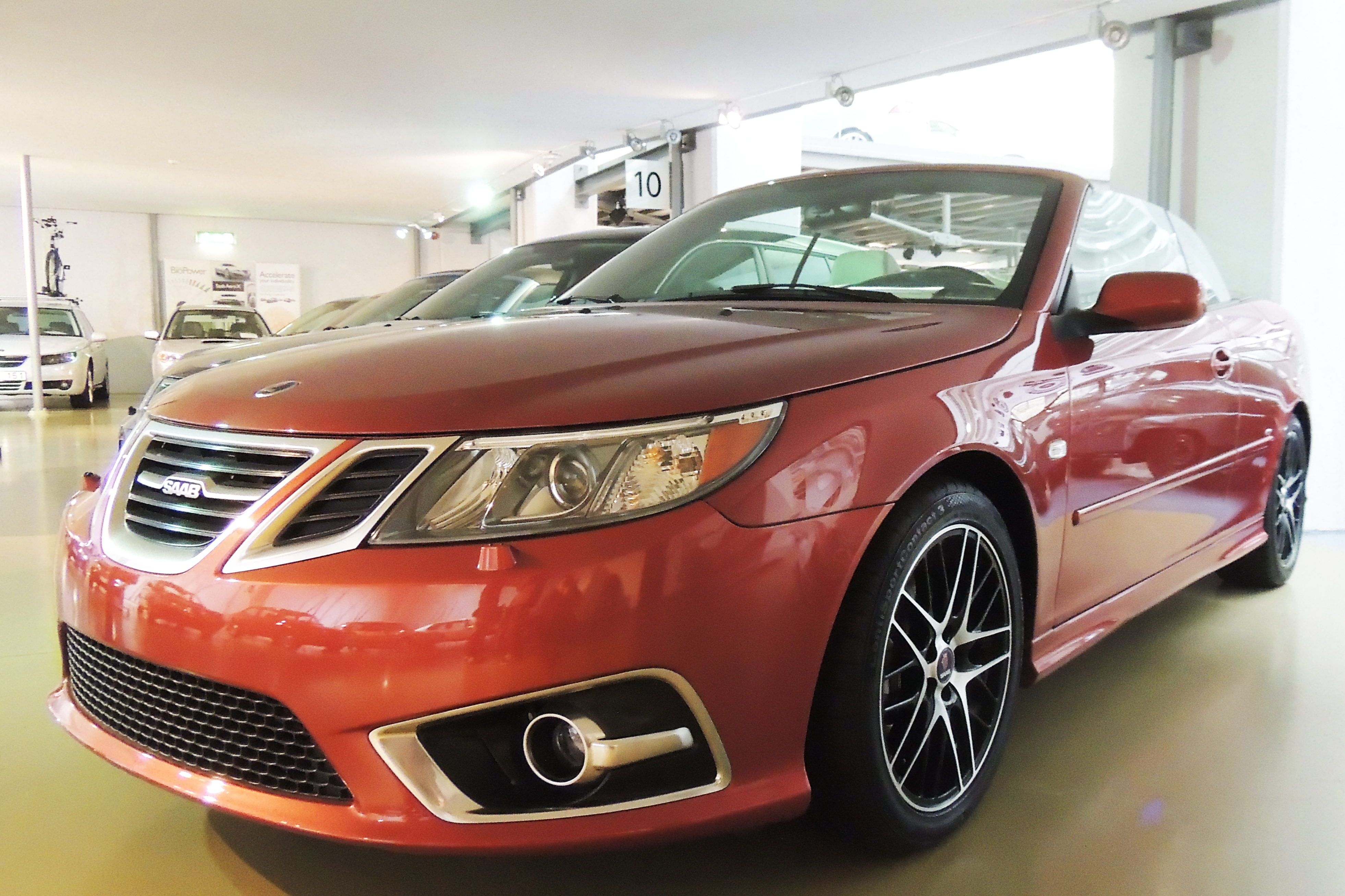

為了慶祝世爵併購Saab一週年，以9-3 Aero Convertible 規格為基礎的9-3 Independence Edition限量款於日內瓦車展亮相，限量366輛，每一部代表第一年的每一日子，而額外的一部代表第2年的開始，並在車側刻有每台車的編號。
9-3 Independence Edition的車身塗裝是特殊的琥珀橘金屬漆（Amber Orange metallic pain），搭配上此車專屬的5幅18吋合金輪圈配有緞面電鍍黑色雙色處理。內裝則是羊皮包覆的座椅，中間配上鮮明的橘色線條點綴，而縫線則是選用配合車色的橘色，並配有灰色滾邊腳踏墊。儀表板有駕駛歡迎詞並且配備獨特的渦輪增壓錶，飾板、手煞車、排檔座及車門把手則是以仿碳纖維表面的真皮點綴，以及配備運動化方向盤。
動力方面有180匹1.9升兩階段渦輪增壓柴油引擎、220匹渦輪增壓汽油引擎配備缸內直噴及可變汽門正時、及一具生質動力版本可以使用任何混合比例汽油或是E85生質燃料的引擎，所有引擎皆可以搭配6速自手排或是手排變速箱。
台灣原廠配額一部，目前精確認為爭取到3部（僅汽油引擎手自排版本），目前預計約在5-6月間法規車及正式車將陸續抵台（正式交車日未定）

## Saab 9-3 ePower
Saab 9-3 ePower 電動車在2010年巴黎車展首次亮相，成為Saab的第一款電動車。該ePower概念車是基於9-3 SportCombi旅行車，並搭載與Boston Power合作，提供續電量達到35.5kWh的鋰電池。在184匹馬力電動馬達的帶動下，最高時速可達150公里（93英里），預估續航力也有201公里（125哩）。
電池模組建構在一般車輛排氣系統與油箱的位置，對配重有極大的幫助。車內的照明、空調皆由另一個電池模組提供，與車輛動力的電力區隔。
Saab預計進行兩年的試驗，並在2011年底於瑞典投入70輛ePwer實驗車隊，進行貼近一般生活方式的實用測試。

## 第三代計畫
在關廠危機與Spyker接手之後，Saab經過一連串的整頓，也簽約了新的設計總監，新的設計總監是來自美國紐約年僅36歲，曾在Bertone（博通）與Pininfarina（賓利法利那）負責車輛設計的Jason Castriota（傑森∙卡斯特里奧塔）。
目前Saab內部正在開發一全新平台 - Phoenix Architecture，除了將作為新9-3車系的發展基礎外，未來新9-5的改款也將借用此平台，而預計在2012年推出的新9-3車系，則會包含4門車型與重現1985年Saab 900經典的掀背車型，至於敞蓬車型與最後才會發表的旅行車型則同樣在規劃之中。
Saab將9-3的對手鎖定於Audi（奧迪）A3。在外型設計上，新9-3雖會大量沿用9-5的設計概念，但車身線條相較於則會更強調流線；而在內裝部分，類戰鬥機的環艙儀表設計則會保留。

## 相關
- Saab 9-3X
- Saab 9-5 BioPower: E85, E100 and Hybrid.
- Saab XWD